# Novosiólovka
Novosiólovka (del ruso: Новосёловка) es un jútor del raión de Ust-Labinsk del krai de Krasnodar de Rusia. Está situado a 1 km de la orilla izquierda del río Kubán, frente a Ládozhskaya, 20 km al este de Ust-Labinsk y 78 km al nordeste de Krasnodar, la capital del krai. Tenía 164 habitantes en 2010.
Pertenece al municipio Brátskoye.

## Historia
La localidad fue fundada como asentamiento de una cooperativa agrícola (Neigeim) en 1913.

## Lugares de interés
En 2009 se construyó la iglesia de San Juan de Kronstadt, dependiente del monasterio femenino Sviato Uspénskoye de Korenovsk.